# West Stour
West Stour – wieś w Anglii, w hrabstwie Dorset. Leży 35 km na północ od miasta Dorchester i 162 km na zachód od Londynu.